# 貝斯曼車站
貝斯曼車站（土耳其語：Basmane Garı）是土耳其第三大城市伊茲密爾的兩個主要火車站之一（另一座為阿桑凱克車站），擁有4座月台。火車站的建設始於1864年，於1866年建成。在2006年，該車站進行了翻修，並關閉客運服務。2009年重新啟用。